# P–61 Black Widow
A P–61 Black Widow (fekete özvegy) az első amerikai gyártmányú éjszakai vadászgép volt, és az első repülőgép, amelyet radar használatára terveztek. Személyzete három főből állt: pilóta, lövész és radarkezelő. Fegyverzete négy darab előre tüzelő Hispano M2 gépágyúból a törzs alatt és négy 12,7 mm-es M2 Browning géppuskából állt, melyet a géptörzs tetején lévő távirányítással forgatható toronyban helyeztek el.
Teljesen fémépítésű, kétmotoros, ikertörzsű repülőgép volt, melyet a második világháború alatt fejlesztettek ki. Az első felszállásra 1942. május 26-án került sor, az első sorozatban gyártott gép pedig 1943 októberében gördült ki a gyárból. Az utolsó repülőgépet 1954-ben vonták ki a szolgálatból.
Habár kortársaihoz képest nem készült nagy darabszámban, a Black Widow hatékony éjszakai vadászgépnek bizonyult, melyet bevetettek az európai hadszíntéren, a csendes-óceáni hadszíntéren, a Kína–Burma–India hadszíntéren és a Mediterrán hadszíntéren is. A háború után már F–61 jelöléssel használta az amerikai légierő mint nagy hatótávolságú, minden időjárási viszonyok között bevethető, éjszakai és nappali vadászgépet egészen 1950-ig.
1945. augusztus 14. éjjelén az  548. Night Fight Squadron egy P–61B gépe, a Lady in the Dark érte el nem hivatalosan az Amerikai Légierő utolsó légi győzelmét Japán kapitulálása előtt. A P–61-ből alakították ki az F–15 Reporter fotófelderítő repülőgépet.

## Műszaki adatok (P–61B–20–NO)

### Geometriai méretek és tömegadatok
- Hossz: 15,11 m
- Fesztávolság: 20,12 m
- Magasság: 4,47 m
- Szárnyfelület: 61,53 m²
- Üres tömeg: 10 637 kg
- Normál felszálló tömeg: 13 471 kg
- Maximális felszálló tömeg: 16 420 kg

### Motorok
- Motorok száma: 2 darab
- Típusa: Pratt & Whitney R–2800–65W Double Wasp csillagmotor
- Maximális teljesítménye: egyenként 1680 kW (2250 LE)

### Repülési adatok
- Legnagyobb sebesség: 589 km/h
- Hatótávolság: 982 km
- Szolgálati csúcsmagasság: 10 600 m
- Emelkedőképesség: 12,9 m/s
- Szárnyfelületi terhelés: 219 kg/m²
- Teljesítmény/tömegarány: 250 W/kg

### Fegyverzet
- 4 darab 20 mm-es Hispano M2 gépágyú a repülőgéptörzs alsó részében egyenként 200 darab lőszerrel
- 4 darab 12,7 mm-es M2 Browning géppuska a körbeforgatható toronyban a repülőgép tetején egyenként 560 darab lőszerrel
- csapásmérésre 4 darab 726 kg-os bomba vagy 6 darab 127 mm-es HVAR nem irányított rakéta szállítható a szárnyak alatt. Egyes repülőgépeket felszerelhettek egy darab 454 kg-os bombával a géptörzs alatt.

### Avionika
- SCR–720 (AI Mk.X) keresőradar
- SCR–695 figyelmeztető radar

### Fordítás
Ez a szócikk részben vagy egészben  a   Northrop P-61 Black Widow című angol Wikipédia-szócikk ezen változatának fordításán alapul.  Az eredeti cikk szerkesztőit annak laptörténete sorolja fel. Ez a jelzés csupán a megfogalmazás eredetét és a szerzői jogokat jelzi, nem szolgál a cikkben szereplő információk forrásmegjelöléseként.

### Kapcsolódó fejlesztés
- F–15 Reporter

### Hasonló repülőgépek
- Boulton Paul P.92
- Bristol Beaufighter
- de Havilland Mosquito
- P–70 Havoc
- Ta 154
- Gloster F.9/37
- F7F Tigercat
- He 219
- Ju 88
- P–38M Night Lightning
- XP–58 Chain Lightning
- Bf 110